# Damalis nigripalpis
Damalis nigripalpis là một loài ruồi trong họ Asilidae. Damalis nigripalpis được Shi miêu tả năm 1995. Loài này phân bố ở vùng Cổ Bắc giới và châu Á.